# مضاد اكتئاب ثلاثي الحلقات

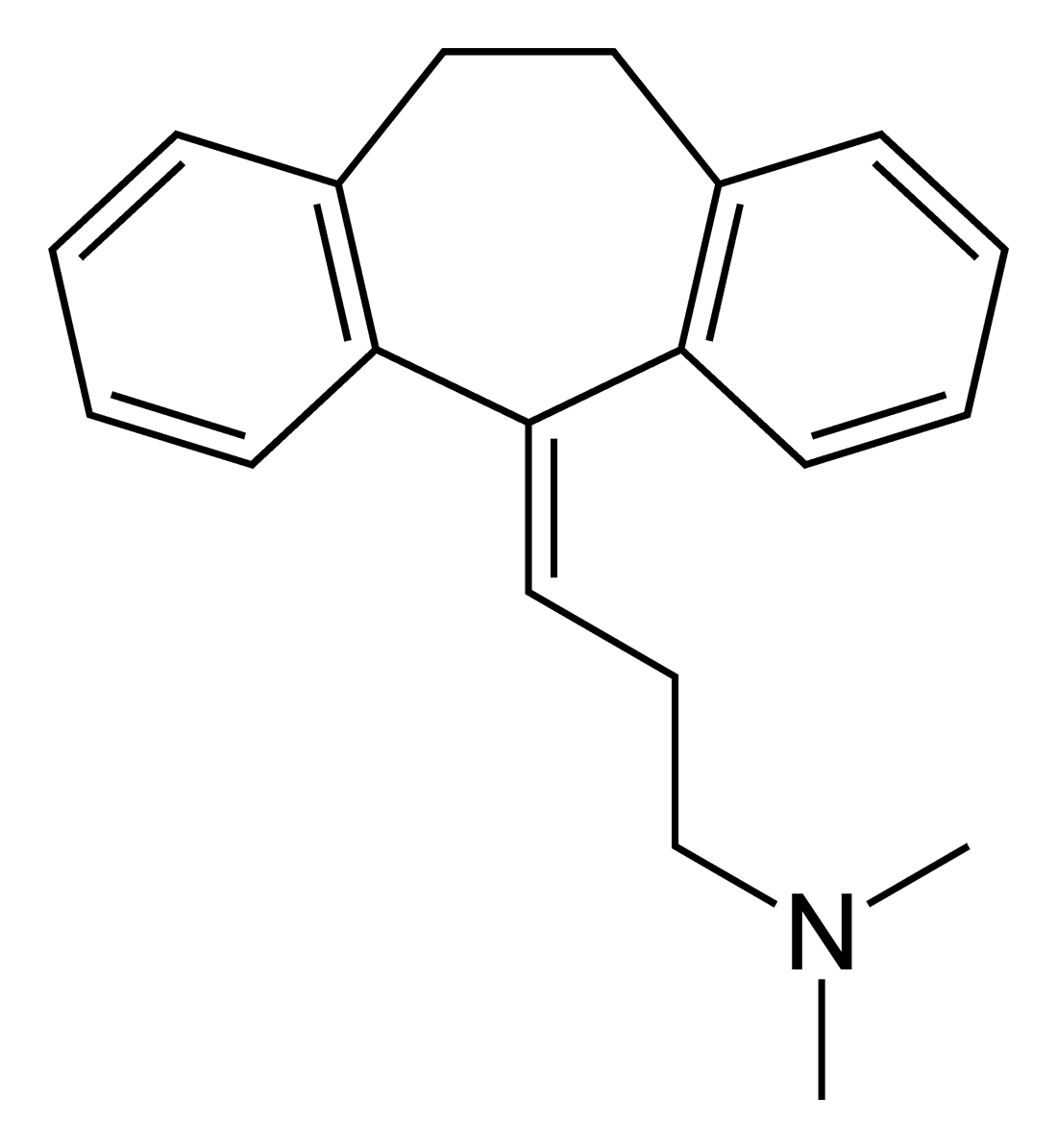
التركيبة الكيميائية للأميتربيتيلين

مضادات الاكتئاب ثلاثية الحلقات تحصر مضادات الاكتئاب ثلاثية ومتعددة الحلقات التقاط النور ايبي نفرين والسيروتونين إلى داخل العصبون.
أن الأدوية الهامة في هذه المجموعة هي الإيميبرامين (النمط الأولي) الأميتربيتيلين الديزيبرامين (مشتق منزوع الميتيل للايميبرامين) والنورتريبتلين (بالإنجليزية: Nortriptyline)‏ والبروتريبتيلين والدوكسيبين(بالإنجليزية:  Doxepin)‏. ويدعى كل من الأموكسابين (بالإنجليزية: Amoxapine)‏ والمابروتيلين (بالإنجليزية: Maprotiline)‏ بأدوية الجيل الثاني لتمييزها عن مضادات الاكتئاب ثلاثية الحلقة القديمة.

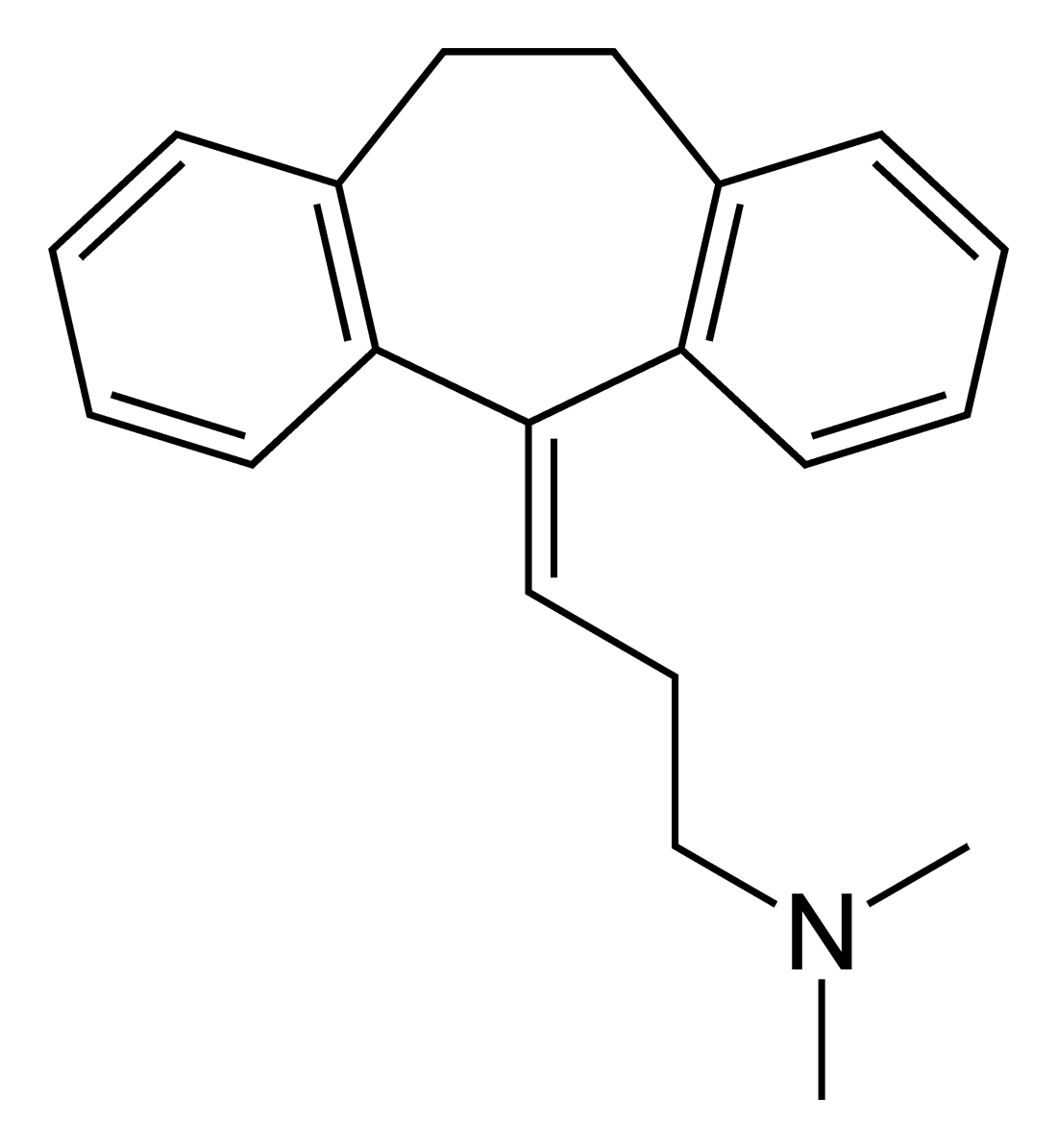
التركيب الكيميائي لمضادات للاكتئاب ثلاثية الحلقات

مضادّات للاكتئاب ثلاثي الحلقات عبارة عن مجموعة من الأدوية التي كانت تستعمل قديما ومنذ 1900 في علاج الكآبة وتعتمد في طريقة عملها على زيادة نسبة النورادرينالين والسيروتونين وكان هذا الصنف من الأدوية تعتبر مؤثرة في 65% من حالات الكآبة ولكن الأعراض الجانبية المتمثلة في تسارع نبضات القلب واحتمالية عدم انتظام ضربات القلب وهبوط ضغط الدم المفاجئ عند الوقوف والجفاف الذي يصيب الأغشية المخاطية وصعوبات في البول وزيادة في وزن المستخدمين لهذه الأدوية حالت دون استعمال هذا الصنف من الأدوية كعلاج أولي لمرض الكآبة
وفيما يلي قائمة ببعض الادوية الشائعة التابعة لمضادّات للاكتئاب ثلاثي الحلقات:
- أميتربتالين 50 - 300 مغم

- نورتريبتيلين 25 - 100 مغم

- إيميبرامين 60 - 300 مغم

- كلوميبرامين 25 - 225 مغم

- مابروتيلين 75 - 225 مغم

## الاستخدامات الطبية
تُستخدم مضادات الاكتئاب ثلاثية الحلقات بشكل أساسي في العلاج السريري للاضطرابات المزاجية مثل الاضطراب الاكتئابي الشديد (إم دي دي)، والاكتئاب الجزئي (اضطراب عسر المزاج)، وأنواع الاكتئاب المقاومة للعلاج. تُستخدم أيضًا في علاج عدد من الاضطرابات الأخرى، بما فيها اضطرابات القلق مثل اضطراب القلق العام (جي إيه دي)، والرهاب الاجتماعي (إس بّي) المعروف أيضًا باسم اضطراب القلق الاجتماعي (إس إيه دي)، واضطراب الوسواس القهري (أو سي دي)، واضطراب الهلع (بّي دي)، واضطراب الكرب التالي للصدمة النفسية (بّي تي إس دي)، واضطراب التشوه الجسمي (بي دي دي)، واضطرابات الأكل مثل فقدان الشهية العُصابي والنهام العُصابي؛ وبعض اضطرابات الشخصية مثل اضطراب الشخصية الحدّي (بي بّي دي)، والاضطرابات العصبية مثل اضطراب نقص الانتباه مع فرط النشاط (إيه دي إتش دي)، ومرض باركنسون، بالإضافة إلى الألم المزمن، والألم العصبي أو آلام الاعتلال العصبي، والألم العضلي الليفي، والصداع، والصداع النصفي أو الشقيقة، والإقلاع عن التدخين، ومتلازمة توريت، وهوس نتف الشعر، ومتلازمة القولون المتهيج (آي بي إس)، ومتلازمة المثانة المؤلمة (آي سي)، والسلس البول الليلي (إن إي)، والتغفيق، والأرق، والبكاء و/أو الضحك المرضي، والفواق المزمن، والتسمم بأسماك السيغواتيرا، وعلاجًا متممًا في الفصام.

### الاضطراب الاكتئابي
كانت مضادات الاكتئاب ثلاثية الحلقات الخيار الأول للعلاج الدوائي للاضطراب الاكتئابي لسنوات عديدة. على الرغم من أنها ما زالت تُعد عالية النجاعة، استُعيض عنها بصورة متزايدة بمضادات اكتئاب ذات بروفيل مثبت للسلامة والأثر الضار، مثل مثبطات استرداد السيروتونين الانتقائية وغيرها من مضادات الاكتئاب الأحدث مثل مثبط أكسيداز أحادي الأمين الجديد القابل للعكس الموكلوبيميد. ومع ذلك، قد تكون مضادات الاكتئاب ثلاثية الحلقات أكثر فعالية في علاج الاكتئاب السوداوي من الفئات الأخرى من الأدوية المضادة للاكتئاب. يُعتقد أن مضادات الاكتئاب الحديثة تتمتع بآثار ضارة أقل وأخف شدةً، ويُعتقد أيضًا أنها أقل تسببًا بالأذى أو الوفاة في حال استخدامها في محاولة انتحار، إذ إن الجرعات المطلوبة للعلاج السريري والجرعة الزائدة المميتة المحتملة (انظر مؤشر العلاجية) أوسع بكثير على سبيل المقارنة.
ومع ذلك، تُوصف مضادات الاكتئاب ثلاثية الحلقات عادةً للاكتئاب المقاوم للعلاج الذي لم يستجب لمضادات الاكتئاب الحديثة، وهي تميل للتسبب بآثار ضارة جنسية وبرود عاطفي أقل من مجموعة مثبطات استرداد السيروتونين الانتقائية. لا تُعد مضادات الاكتئاب ثلاثية الحلقات مسببة للإدمان، وهي تُفضل بعض الشيء على مثبطات أكسيداز أحادية الأمين (إم إيه أو آي إس). تبرز الآثار الضارة لمضادات الاكتئاب ثلاثية الحلقات عادة قبل الفوائد العلاجية بخصوص الاكتئاب و/أو القلق، ولهذا السبب، قد تكون خطيرة بعض الشيء، إذ يمكن أن تزداد الإرادة، ما قد يمنح المريض رغبة أكبر في محاولة الانتحار أو الإقدام عليه.

### اضطراب نقص الانتباه مع فرط النشاط
استُخدمت مضادات الاكتئاب ثلاثية الحلقات في الماضي في العلاج السريري لاضطراب نقص الانتباه مع فرط النشاط مع أنها لم تعد مُستخدمة بعد ذلك بشكل نمطي، واستُعيض عنها بعوامل أكثر نجاعةً مع آثار ضارة أقل مثل الأتوموكسيتين (ستراتيرا، توموكسيتين) والمنبهات مثل ميثيل فندات (ريتالين، فيكالين، كونسيرتا) والأمفيتامينات (أديرال، أتينتن، ديكسيدرين، فايفينس). يُعتقد أن اضطراب نقص الانتباه مع فرط النشاط ناتج عن قصور في نشاط  الدوبامين والنورأدرينالين في القشرة أمام الجبهية للدماغ. تمنع معظم مضادات الاكتئاب ثلاثية الحلقات استرداد النورإبينفرين، لكنها لا تمنع استرداد الدوبامين، ونتيجة لذلك، فإنها تُظهر بعض الفعالية في علاج الاضطراب. تجدر الإشارة إلى أن مضادات الاكتئاب ثلاثية الحلقات فعالة في معالجة الجوانب السلوكية لاضطراب نقص الانتباه مع فرط النشاط أكثر من فعاليتها في جوانب القصور الإدراكي، لأنها تساعد على الحد من فرط النشاط والاندفاعية، ولكن فوائدها في ما يخص الانتباه تكاد تكون معدومة.